# Louis Richald

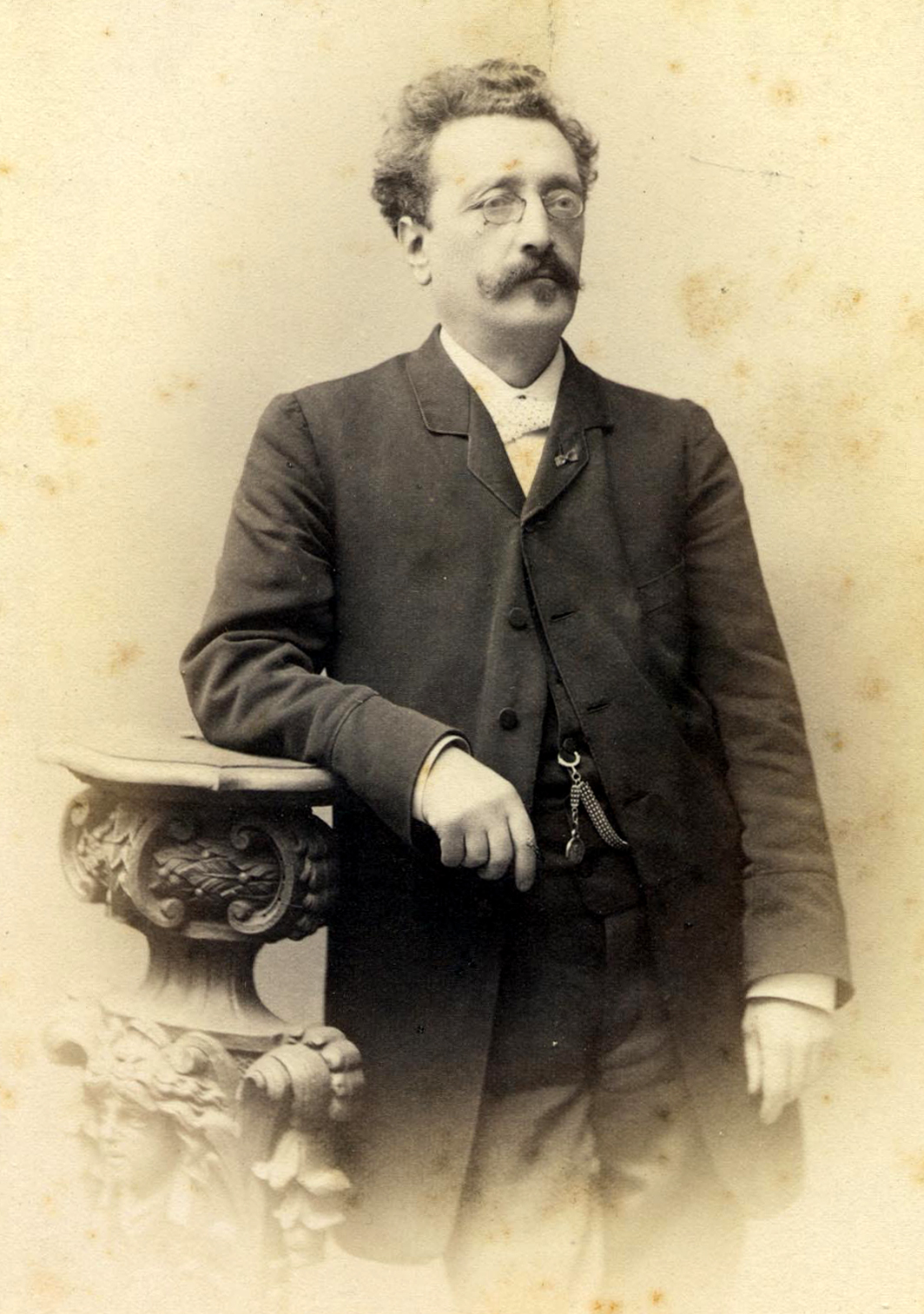
Louis Richald

Louis Joseph Richald, ook Richald-Hellinckx, (Namen, 29 november 1838 – Brussel, 26 juni 1897) was een Belgisch volksvertegenwoordiger.

## Levensloop
Richald was een zoon van de herbergier André Richald en van Marie-Hyacinthe Richald. Hij trouwde met Marie-Elisabeth Hellinckx (1840-1913). Ze scheidden in 1878.
Hij was verificateur eerste klas bij het Rekenhof (1859-1870) en vervolgens uitbater van een winkel van Engels gereedschap, terwijl zijn vrouw een ijzerwinkel uitbaatte. Ze scheidden in 1878.
Hij was gemeenteraadslid van Brussel (1879-1895) en provincieraadslid voor Brabant (1882-1884). Hij bewoog zich in het kielzog van Paul Janson, dit wil zeggen binnen de progressistische vleugel van de liberale partij. Hij zette zich in voor de bescheiden handelaars, als bestuurder van de Banque Populaire de Bruxelles en als voorzitter van de Union du Crédit de Bruxelles.

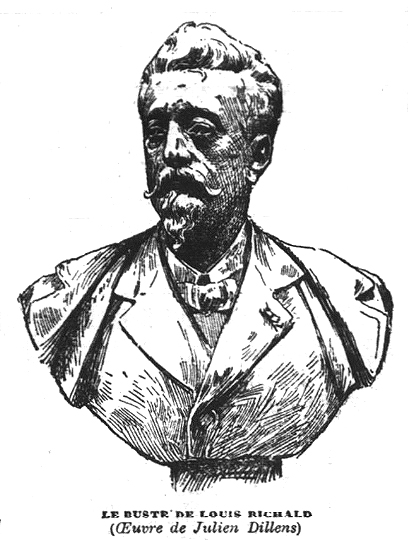
Louis Richald, buste door Julien Dillens

In 1892 werd hij verkozen tot liberaal volksvertegenwoordiger voor het arrondissement Brussel en vervulde dit mandaat tot in oktober 1894.
Hij was, zoals zijn vader, lid van een vrijmetselaarsloge en van de Libre Pensée.
Zijn dochter Mathilde Richald (1865-1921) was een belangrijk voorvechter voor de vrouwenemancipatie. Richald steunde zijn dochter hierin en beleed feministische zienswijzen.

## Publicatie
- Histoire des finances publiques de la Belgique depuis 1830, Brussel, F. Hayez, 1884.
- Les finances communales en Belgique, Brussel, 1892.